# Jimmy Raw
Jimmy Raw, eigentlich Germano Raw Neto (* 4. Juli 1961 in Niteroi, Brasilien; † 2. Juni 2020 in Rio de Janeiro, Brasilien) war ein brasilianischer Fernseh- und Radiomoderator.
Jimmy Raw, das war sein Künstlername, kam 1982 zu einem Radiosender in Curitiba. Von 1983 bis 1996 war er für das Radioprogramm von Globo als Moderator tätig, von 2006 bis 2016 für Radio Tupi.
Zum Fernsehen kam er Ende der 1980er Jahre. In den 1990er Jahren moderierte er die Musiksendung im Fernsehen „Globo de Ouro“ für Globo TV und arbeitete auch für den privaten Fernsehsender Rede Manchete.
Seit dem 11. Mai 2020 war er mit COVID-19 im Krankenhaus und verstarb an der Erkrankung am 2. Juni 2020 im Alter von 58 Jahren.